# Gøtuvík
A Gøtuvík  egy fjord Feröeren.

## Földrajz
Eysturoy délkeleti részén, a Fuglafjørðurtól délre és a Lambavíktól északra található. Kelet felől nyitott, ezért keleti vagy délkeleti széljárás esetén erős a hullámverés.
A Gøtuvík partján fekvő települések (észak felől az óramutató járásával ellentétes irányban): Norðragøta a fjord végénél, valamint Gøtugjógv és Syðrugøta a nyugati parton.

## Gazdaság
Az öböl vizében akvakultúra telepeken lazacivadékokat nevelnek.

## Közlekedés
A fjord végénél, viszonylag szélvédett helyen található Norðragøta kikötője.